# Station Nortkerque
Station Nortkerque is een spoorwegstation in de Franse gemeente Nortkerque.

## Treindienst
| Serie | Treinsoort | Route                                                                        | Bijzonderheden |
| ----- | ---------- | ---------------------------------------------------------------------------- | -------------- |
| P 54  | TER (SNCF) | Arras – Lens – Béthune – Hazebrouck – Saint-Omer – Nortkerque – Calais-Ville |                |
| P 71  | TER (SNCF) | Hazebrouck – Saint-Omer – Nortkerque – Les Fontinettes – Calais-Ville        |                |